# Narodowe Muzeum Historii Naturalnej na Malcie
Narodowe Muzeum Historii Naturalnej (malt. Mużew Nazzjonali ta' l-Istorja Naturali; ang. National Museum of Natural History) – muzeum historii naturalnej w Mdinie w Malcie, założone w 1973 roku.

## Historia
Muzeum otwarto w Palazzo Vilhena w Mdinie 22 czerwca 1973 roku, co poprzedzał remont pałacu, prowadzony od lat 60. XX wieku. Kolekcja okazów ptaków zebranych w muzeum powstaje od 2. połowy XIX wieku i osiągnęła około 10 000 egzemplarzy w 2019 roku. Pracą muzeum kieruje rządowa agencja Heritage Malta. 18 maja 2004 roku z muzeum została skradziona tablica ze skałą księżycową z misji Apollo 17; przedmiot nie został odnaleziony (stan na 2012 rok).

## Działalność
Muzeum gromadzi zbiory dotyczące środowiska naturalnego, w szczególności maltańskiego (w tym zbiory paleontologiczne i entomologiczne), a także prowadzi nad badania nad przyrodą Malty. Instytucja prezentuje m.in. historię geologiczną Malty oraz rozwój jej flory i fauny, w tym gatunków endemicznych w ekosystemach wodnych i lądowych. 
Jedna z sal jest poświęcona szkieletom kręgowców. Sala Lewisa Mizziego prezentuje minerały z kolekcji tejże osoby w postaci ponad 850 eksponatów. Sala Joe Sultana prezentuje ekosystemy maltańskich wysp, a sala Giuseppe Despotta pokazuje typowe maltańskie siedliska. Duża część ekspozycji jest poświęcona ptakom. Osobliwościami i atrakcjami muzeum są m.in.: największa kałamarnica wyłowiona u wybrzeży Malty w 1989 roku, czaszka szablogrzbieta waleniożernego, mumia krokodyla nilowego sprzed 4000 lat, skamielina głowy krokodyla Tomistoma gaudense.

## Galeria

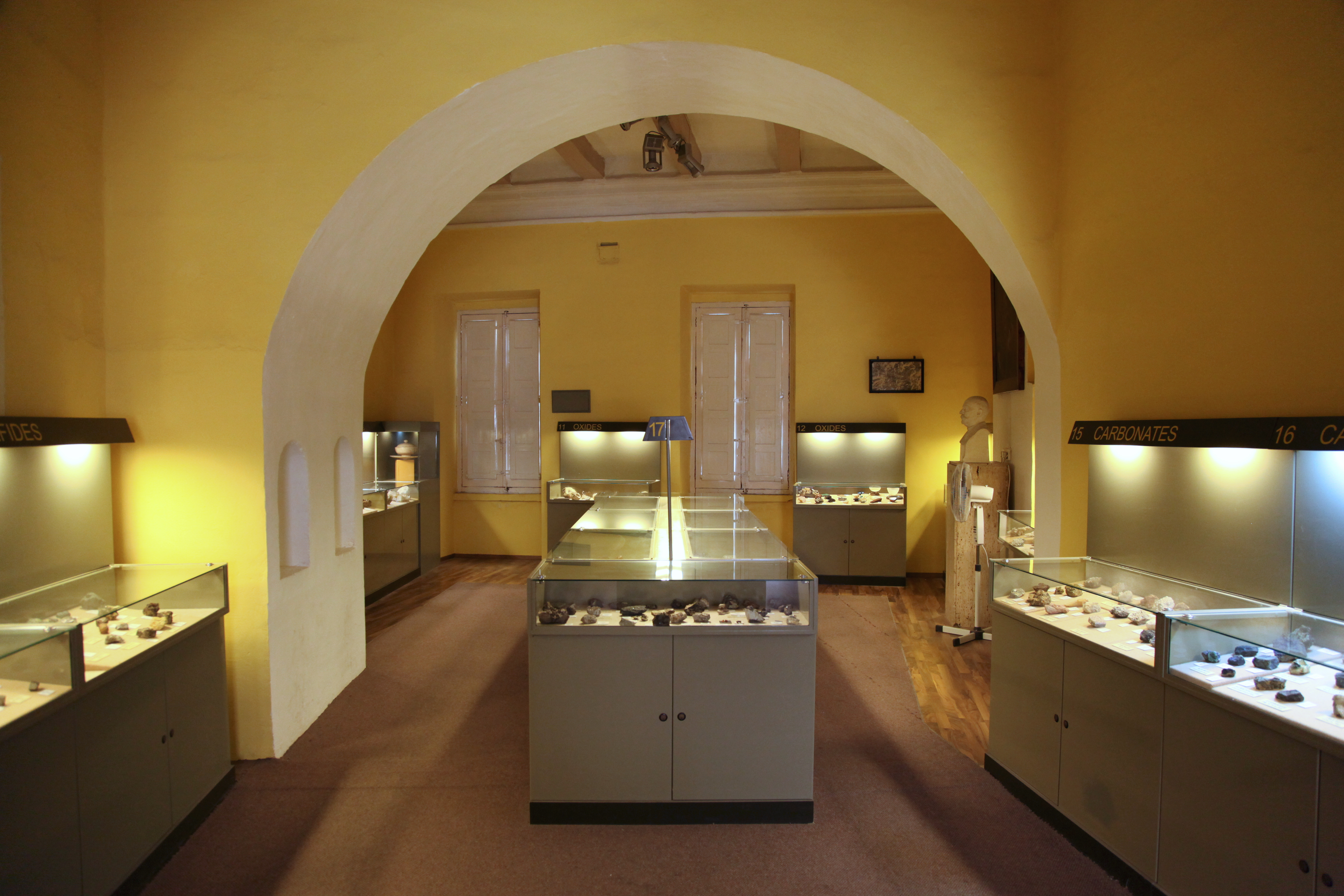
Sala poświęcona minerałom (2013)
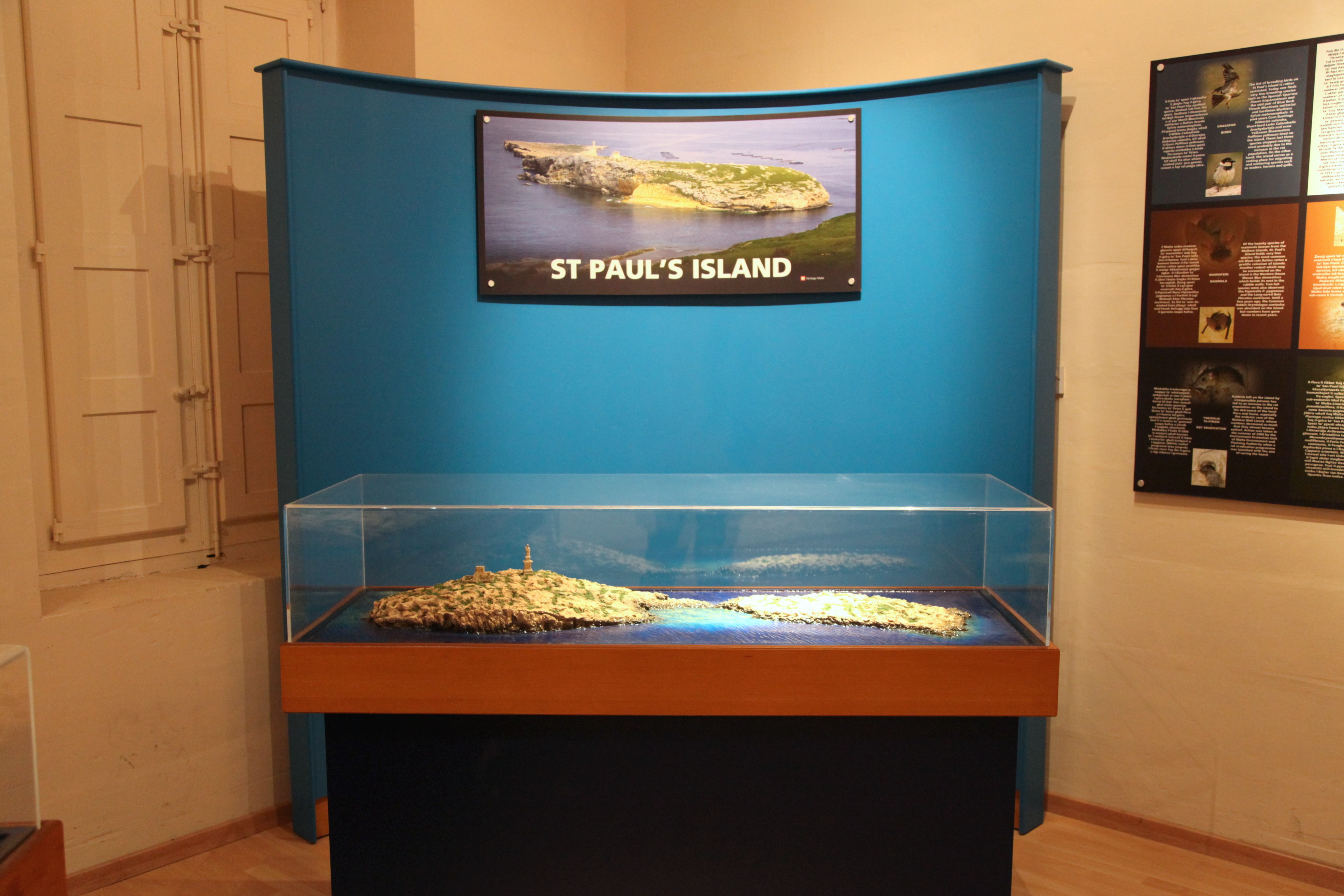
Sala poświęcona wyspom (2013)
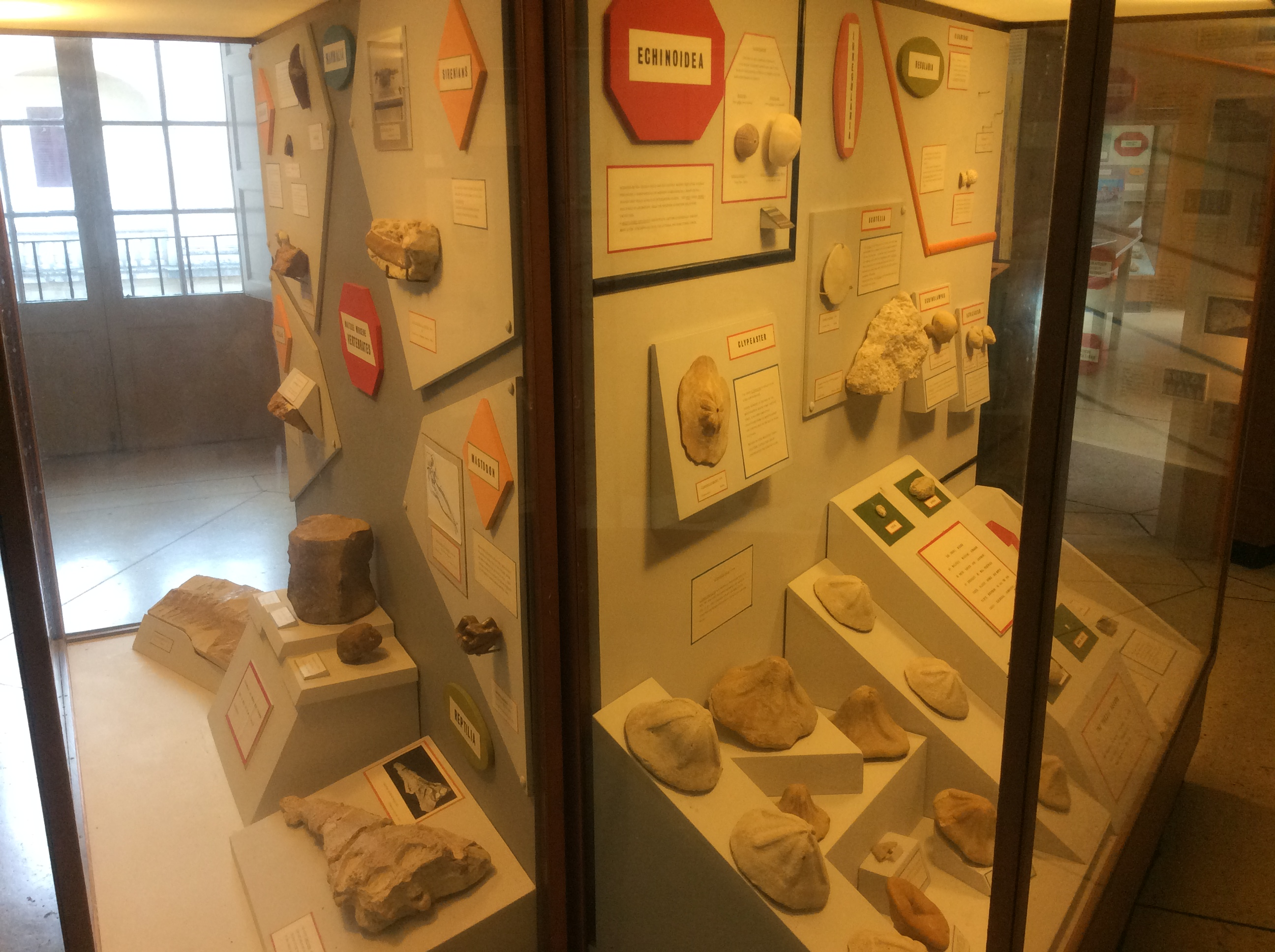
Gabloty ze skamielinami (2016)
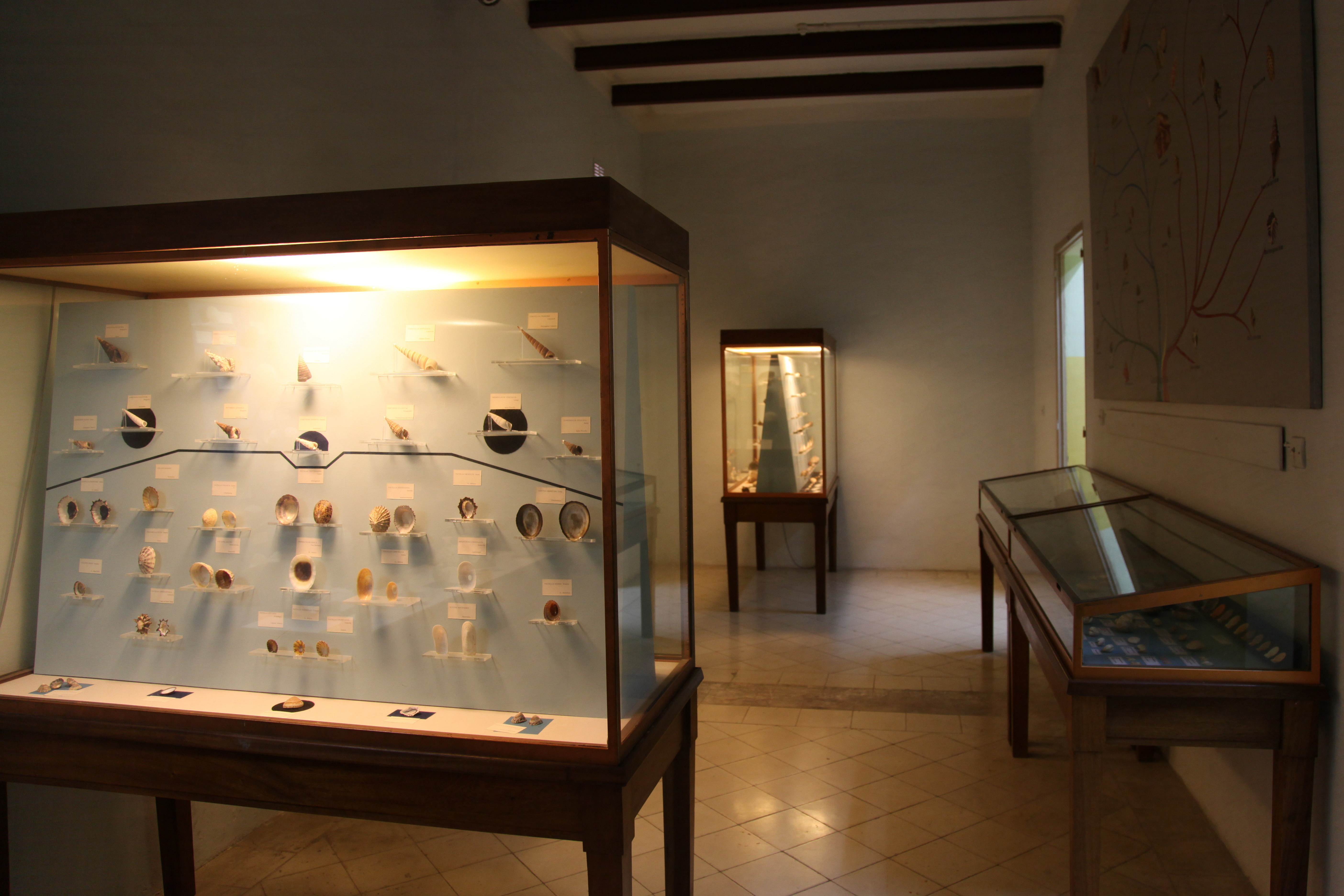
Gabloty z muszlami (2013)
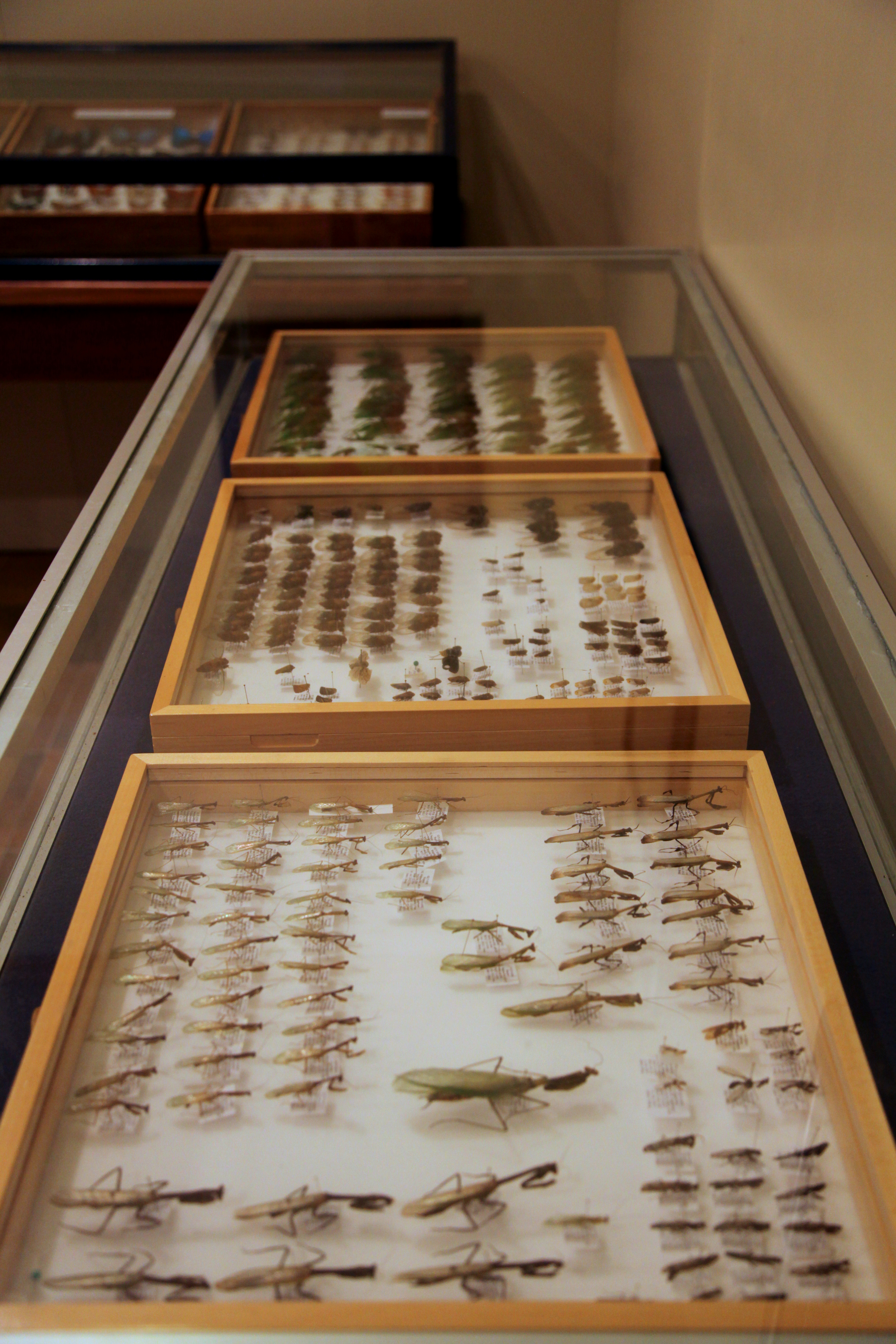
Zbiory entomologiczne (2013)
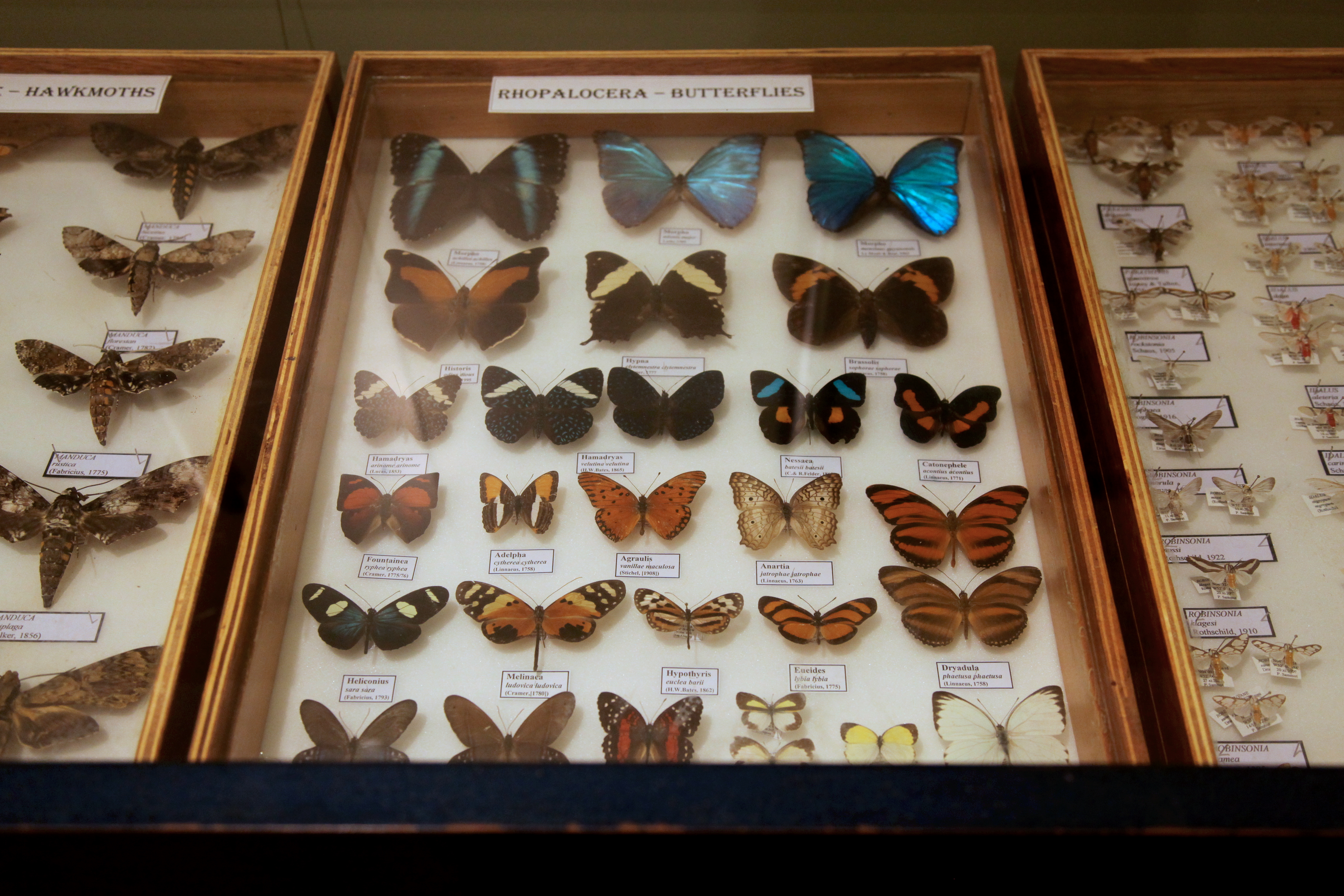
Gabloty z motylami (2013)
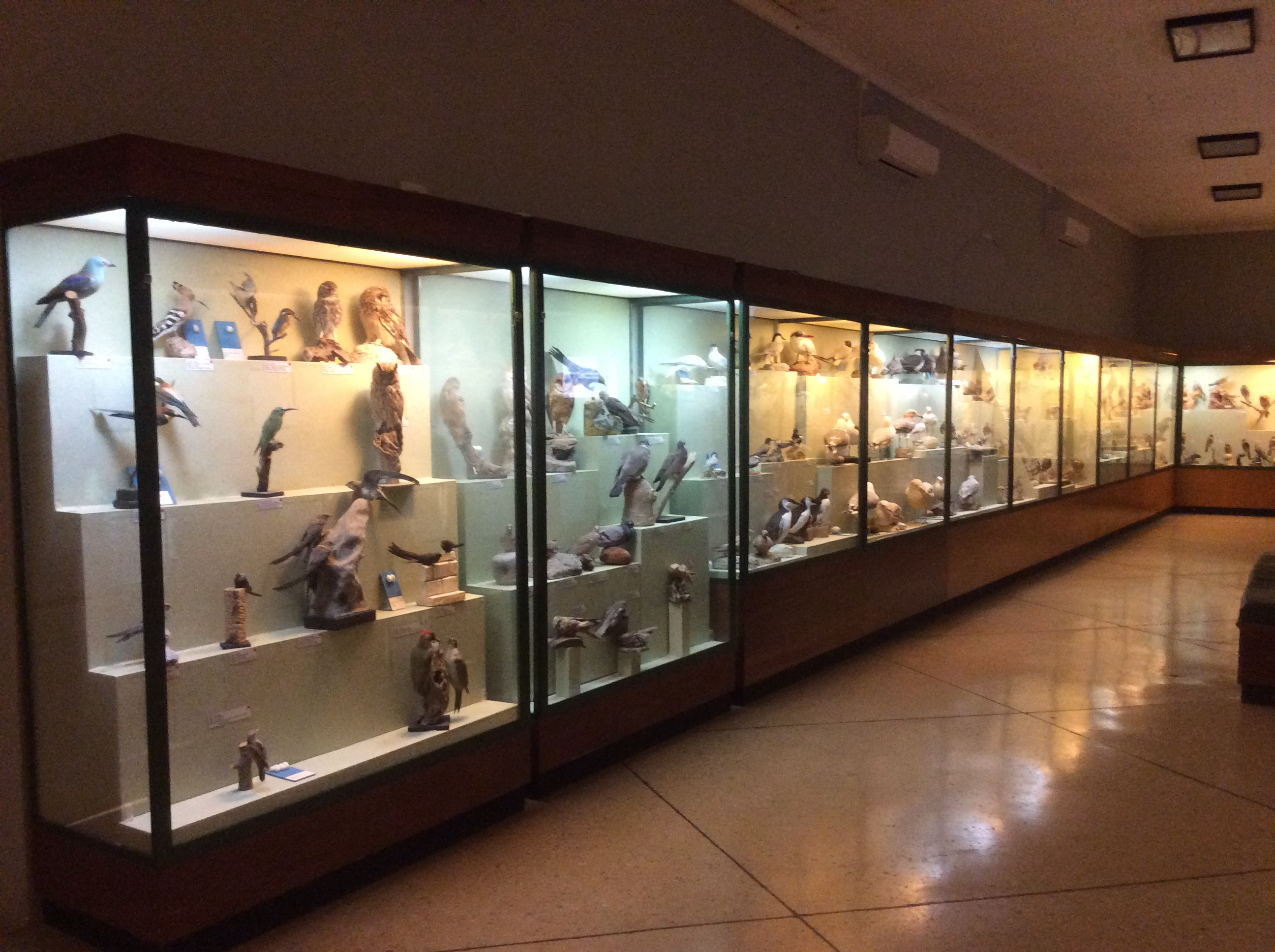
Gabloty z ptakami (2016)
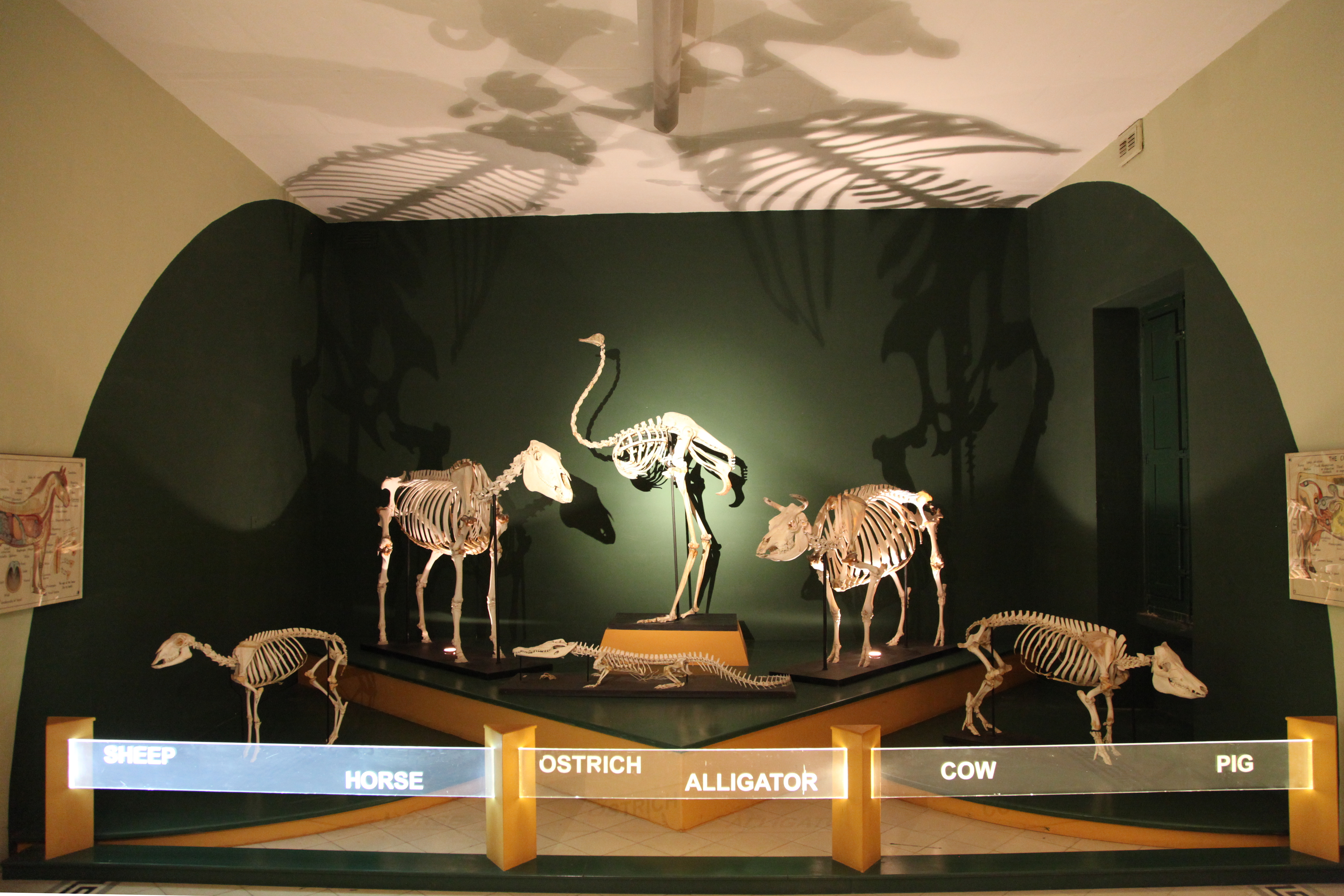
Sala ze szkieletami kręgowców (2013)